# Rali do Chile
O Rali do Chile é uma competição de rali chilena com sede em Concepción e realizada em toda a região Biobio do Chile. Foi realizado pela primeira vez em 2018, como evento candidato ao Campeonato Mundial de Rali. O evento candidato foi considerado bem sucedido e o rali foi adicionado ao calendário de 2019. O rali fez do Chile o trigésimo segundo país a sediar o WRC desde o lançamento do campeonato, em 1973.

## Vencedores
| Ano  | Piloto                                       | Navegador                                    | Carro                                        | Ref                                          |
| ---- | -------------------------------------------- | -------------------------------------------- | -------------------------------------------- | -------------------------------------------- |
| 2019 | Ott Tänak                                    | Martin Järveoja                              | Toyota Yaris WRC                             | [ 2 ]                                        |
| 2020 | Rali cancelado devido aos Protestos no Chile | Rali cancelado devido aos Protestos no Chile | Rali cancelado devido aos Protestos no Chile | Rali cancelado devido aos Protestos no Chile |
| 2021 | Rali cancelado devido à Pandemia de COVID-19 | Rali cancelado devido à Pandemia de COVID-19 | Rali cancelado devido à Pandemia de COVID-19 | Rali cancelado devido à Pandemia de COVID-19 |
| 2022 | Rali não realizado                           | Rali não realizado                           | Rali não realizado                           | Rali não realizado                           |
| 2023 | Ott Tänak                                    | Martin Järveoja                              | Ford Puma Rally1                             | [ 3 ]                                        |
| 2024 | Kalle Rovanperä                              | Jonne Halttunen                              | Toyota GR Yaris Rally1                       | [ 4 ]                                        |